# 북해신역배 세계바둑오픈
북해신역배 세계바둑오픈 중국바둑협회, 광시 좡족 자치구 체육국, 베이하이시 인민정부가가 주최하는 국제 바둑 대회이다. 중국어 발음으로는 '베이하이신이배'로 베이하이는 중국 남쪽 끝에 위치한 광시 좡족 자치구 남부 항만도시이다. 

## 대회 방식
- 64강으로 치러지는 본선은 각국 쿼터제를 적용한다.
- 64강부터 준결승 까지는 단판 토너먼트, 결승은 3번기를 적용한다.
- 매 라운드 대진은 동일국 맞대결을 최소화하기 위해 추첨으로 정한다.

## 대국 규정
- 제한시간은 기본 2시간, 1분 초읽기 5회

## 대회 상금
- 우승 상금이 180만위안(약 3억3800만원), 준우승 상금 60만위안(약 1억1300만원), 4강 패자 25만위안, 8강 패자 16만위안, 16강 패자 8만위안, 32강 패자 5만위안, 64강 패자 3만위안

## 대회 결과
| 회수 | 연도 | 우승          | 전적 | 준우승      |
| ---- | ---- | ------------- | ---- | ----------- |
| 1    | 2025 | 왕싱하오 九단 | 2-0  | 리친청 九단 |